# Альгамбра (ресторан, Рига)
Альгамбра (ресторан, Рига) — один из наиболее дорогих и фешенебельных ресторанов, располагавшийся в центральной части столицы Латвии и действовавший в период со второй половины XIX века и до начала Великой Отечественной войны.

## Начальный этап
После сноса городских укреплений и создания плана по реконструкции центра Риги, который был принят в 1856 году и начал осуществляться под руководством Иоганна Фельско и Отто Дитце, был образован Новый город Рига, получивший название в противовес Старому. В середине 1860 года был образован обновлённый Александровский бульвар, названный в честь российского императора Александра II, и на преобразившемся участке территории началось активное строительство гостиницы «Франкфурт-на-Майне». Владельцем нового городского отеля стал предприимчивый коммерсант по фамилии Миксель, который заработал состояние на своевременной скупке освободившихся участков территории. Фактически его гостиница была первой, построенной за пределами Старой Риги. С точки зрения архитектурной характеристики здание отличалось роскошным внешним видом, большинство структурных элементов экстерьера были выполнены в стиле неоренессанса (высокая изящная балюстрада, портик с балконом, возвышавшийся над симметрично оформленным входом, многочисленные скульптурные изображения и рельефные элементы внешнего декора (медальоны). Также здание отеля выгодно отличали симметрично расположенные ризалиты и 15 окон, композиция которых подчёркивала монументальность фасада.
Первоначально в гостинице было 15 номеров, а ресторан, который работал при новом отеле, был прототипом будущей Альгамбры. Не все номера находились в надлежащем порядке, некоторые оставляли желать лучшего именно в аспекте их санитарно-технического состояния. Тем не менее гостиница именно благодаря новизне стилевого наполнения и удобству расположения сразу обрела статус одной из передовых в Риге. В ней в последние дни июня 1868 года вместе со своей подругой Марией Александровной Маркович (более известной в литературных кругах под псевдонимом Марко Вовчок, и её сыном Богданом остановился известный российский литературный критик и публицист Дмитрий Иванович Писарев. Именно из этой гостиницы Писарев отправился на купальный курорт в Дуббельн, где его жизнь трагически оборвалась в начале июля.

## Развитие ресторана
Через некоторое время при гостиничном ресторане был открыт концертный зал, а особую популярность стяжал достаточно экзотический по тем меркам американский бар, который напоминал типичный ковбойский салун по своей структуре. Владельцы отеля руководствовались принципом демократичности ценовой политики, что также сказывалось на росте популярности этой гостиницы Риги. Например, в 1910 году цена на гостиничные номера во «Франкфурте-на-Майне» варьировала от 1,5 до 5 рублей за сутки, в то время как номер в самом фешенебельном рижском отеле «Рим» стоил в диапазоне от 2 до 8 рублей. Тем не менее гостиница уже к началу Первой мировой войны понемногу начала терять в статусе, а клиентов постепенно переманивали более роскошные гостиничные комплексы, в том числе и уже упоминавшийся «Рим».
Именно тогда, к середине 1920-х годов, гостиницу и ресторан при ней приобретают известные латвийские деятели ресторанного бизнеса К. Варе и Ф. Бергфельд, которые отметились некоторыми прибыльными вложениями на Рижском штранде — их проекты процветали, и они решили попытать счастья в Риге. Первым делом новые владельцы провели масштабную реставрацию интерьеров и поставили в ресторане новую мебель, которая была выполнена по последнему дизайну. Вслед за этим Варе и Бергфельд заказали работы по утеплению здания и устроили новые ванные комнаты взамен окончательно обветшавших и устаревших старых. Это повлияло на повышение статуса отеля и он с новой силой принялся нарабатывать репутацию. При гостинице была открыта богатая библиотека, что считалось новым в латвийском гостиничном бизнесе. Были оборудованы комфортные гостиные комнаты для приватных бизнес-встреч, а также отдельные и коллективные комнаты отдыха, в которых работал радиоприёмник. Кухня при ресторане также выросла в статусе, поскольку новые повара стали экспериментировать с рецептами русской и французской кухни.
Именно к середине 1920-х годов при гостинице латышским предпринимателем Георгом Берзиньшем был открыт кабаре-дансинг-бар, оборудованный по последнему слову техники, который получил название «Альгамбра». Новое прогрессивное заведение получило своё экзотическое название в честь популярного лондонского кабаре-варьете Alhambra Theatre. Арабские аллюзии были представлены на суд взыскательной рижской публики в отделке интерьеров кафе в восточном стиле, которая была выполнена немецким инженером-дизайнером Куртом Бетге. На первом этаже кабаре располагался танцпол и столики для зрителей, часть которых была расположена в ВИП-пространстве в специально оборудованных лоджиях, откуда было удобно наблюдать за представлениями. На втором этаже располагались приватные кабинеты для уединения. Визитной карточкой рижского кабаре был оркестр The Alhambra Band, который мог исполнять композиции, принадлежавшие к самым разным музыкальным стилям и жанрам. Удивительным было и то, что с 10 до 12 вечера велась прямая радиотрансляция концертов из кабаре «Альгамбра» по местному радиофону.

## Слава и совершенствование
В 1929 году богатый предприниматель Георг Берзиньш, дела которого шли в гору, принимает решение о разумном вложении денежных средств и выкупает гостиницу «Франкфурт-на-Майне», которой с каждым днём было всё тяжелее конкурировать с другими отелями (их становилось всё больше, и каждый отличался своей инновационной направленностью). Сразу после перекупки в голове у Берзиньша возник грандиозный план по благоустройству своего детища и он поручил заказ известному рижскому архитектору Сергею Николаевичу Антонову на переоборудование интерьеров ресторана. Главный зал ресторана был преображён по парижской моде: стены были покрыты мягким велюром тёплых тонов, а также украшен деревянными панелями. Все остальные залы и салоны для гостей были отделаны тканями золотисто-жёлтого, светло-серого и коричневого цветов, что придало обрамлению крайне популярный в Европе гаванский колорит. Над входом в «Альгамбру» красовалось название, выполненное из изящных неоновых трубок.
Музыкальная и танцевальная программы в кабаре и дансинг-холле работали с 22:00 до четырёх часов утра. В числе наиболее верных посетителей можно отметить представителей таких «сословий», как богатые спекулянты недвижимостью, иностранные гости столицы, богатые коммерсанты и промышленные предприниматели, домовладельцы и маклеры чёрного рынка. Иногда посетители при оплате счетов за проведённый в «Альгамбре» вечер вынуждены были расставаться с суммой в диапазоне от 100 до 200 латов, так что даже для некоторых государственных чиновников кабаре считалось чересчур дорогим.

## Известные гастролёры
Берзиньш позаботился о репертуаре своего кабаре, поставив перед собой цель привлечь к созданию музыкальной программы максимальное количество успешных зарубежных исполнителей. При этом Берзиньш преследовал двойную выгоду при реализации этого проекта, поскольку значимых гостей можно было разместить в номерах собственной гостиницы. В «Альгамбре» свою карьеру начал общепризнанный король европейского танго Оскар Давидович Строк, который был родом из Двинска. Он, собирая полные залы на свои выступления, исполнял композиции Фредерика Шопена, Франца Листа, Петра Ильича Чайковского и Роберта Шумана, а в главном зале происходили танцевальные мероприятия. Именно в контексте музыкальной ежевечерней программы «Альгамбры» впервые прозвучали бесспорные хиты Строка «Чёрные глаза» (посвящённые кассирше кабаре 25-летней Лени Либман, в которую долгое время был влюблён композитор) и «Голубые глаза», которые впоследствии сделали Оскара Строка мэтром танго на всём европейском континенте. Георг Берзиньш позже очень жалел, что не успел выкупить произведения Строка, с которым у него были очень сложные личные взаимоотношения, однако Строк был благодарен Берзиньшу за предоставление «площадки», поскольку именно в «Альгамбре» он начал восхождение к своему музыкальному трону.
В «Альгамбру» приезжала из Парижа Надежда Плевицкая, она свела знакомство с композитором Строком за обедом в этом ресторане, и потом так отзывалась об уровне музыкальной жизни в столице Латвии:
Рига не Петербург и не Париж, но какие здесь музыканты! Просто чудо какое-то этот Строк!
В «Альгамбре» гастролировала классическая исполнительница романса Алла Николаевна Баянова, которая с 1918 года регулярно проживала в Румынии. В 1935 году анонсы её концертных выступлений были растиражированы всеми периодическими изданиями Риги. 19-летняя Баянова, приехавшая на гастроли с мамой, неподражаемо исполнила несколько французских и цыганских романсов. После первого выступления последовали новые, до конца 1930-х годов она ещё несколько раз наведывалась в Ригу, практически все её концерты проходили в ресторане-кабаре «Альгамбра».
В октябре 1938 года в Ригу приехал завоевавший популярность на европейской эстраде джазовый скрипач, трубач, дирижёр и первоклассный аранжировщик Эдди Рознер, который к этому времени успел стяжать прозвище «Белый Армстронг». Его выступления наделали очень много шума и в «Альгамбре» неизменно наблюдался полный аншлаг, когда Рознер со своим оркестром творил чудеса.

## Прекращение существования
«Альгамбра», располагавшаяся вместе с гостиницей по адресу улица Бривибас, 49, прекратила своё существование после окончания Великой Отечественной войны, а в 1970 году на её месте началось строительство «Ригас модес». Сейчас на этом месте (в помещениях бывшей Ригас модес) располагается Рижская Центральная библиотека.